# Feodora zu Solms
Feodora zu Solms-Baruth, später verwitwete Schenk, verheiratete Prinzessin von Auersperg (* 5. April 1920 in Baruth/Mark; † 23. März 2006 in Wien) war eine deutsche Leichtathletin und Olympiateilnehmerin (1952), die bei den Europameisterschaften 1938 die Bronzemedaille im Hochsprung gewann (1,64 m).

## Leben
Feodora zu Solms war das zweite von insgesamt fünf Kindern des Friedrich zu Solms-Baruth (1886–1951) und der Adelheid Prinzessin zu Schleswig-Holstein-Sonderburg-Glücksburg (1889–1964).
Sie belegte bei den Deutschen Meisterschaften im Damen-Hochsprung 1939 den ersten Platz, in den Jahren 1938, 1940, 1941 und 1942 jeweils den zweiten Platz.
Feodora zu Solms startete für den Sportverein MSV Wünsdorf.
In ihrer aktiven Zeit war sie 1,76 m groß und 62 kg schwer.
1942 heiratete sie Gert Schenk (1910–1957). 1946 wurde ihr Sohn Sebastian und 1953 ihr Sohn Christian geboren. Unter dem Namen Feodora Schenk wurde sie bei den Olympischen Spielen 1952 Sechste im Hochsprung (für Österreich startend).

Nach dem Tod ihres ersten Mannes heiratete sie 1961 Karl Adolf Prinz von Auersperg (1915–2006), der seit 1959 ebenfalls verwitwet war sowie Vater von vier Kindern, und nahm den Namen Prinzessin von Auersperg an. Von ihm bekam sie die 1962 geborene Tochter Caroline (heute verheiratete Preiser).
Sie verstarb 85-jährig am 23. März 2006 in Wien.